# James Graham, 3.º Duque de Montrose
James Graham, 3.º Duque de Montrose (8 de setembro de 1755 - 30 de dezembro de 1836), foi Marquês de Graham até 1790, um nobre e estadista escocês.

## Infância
Montrose era filho de William Graham, 2.º Duque de Montrose, e Lucy Manners, Duquesa de Montrose, filha do John Manners, 2.º Duque de Rutland.

## Carreira política

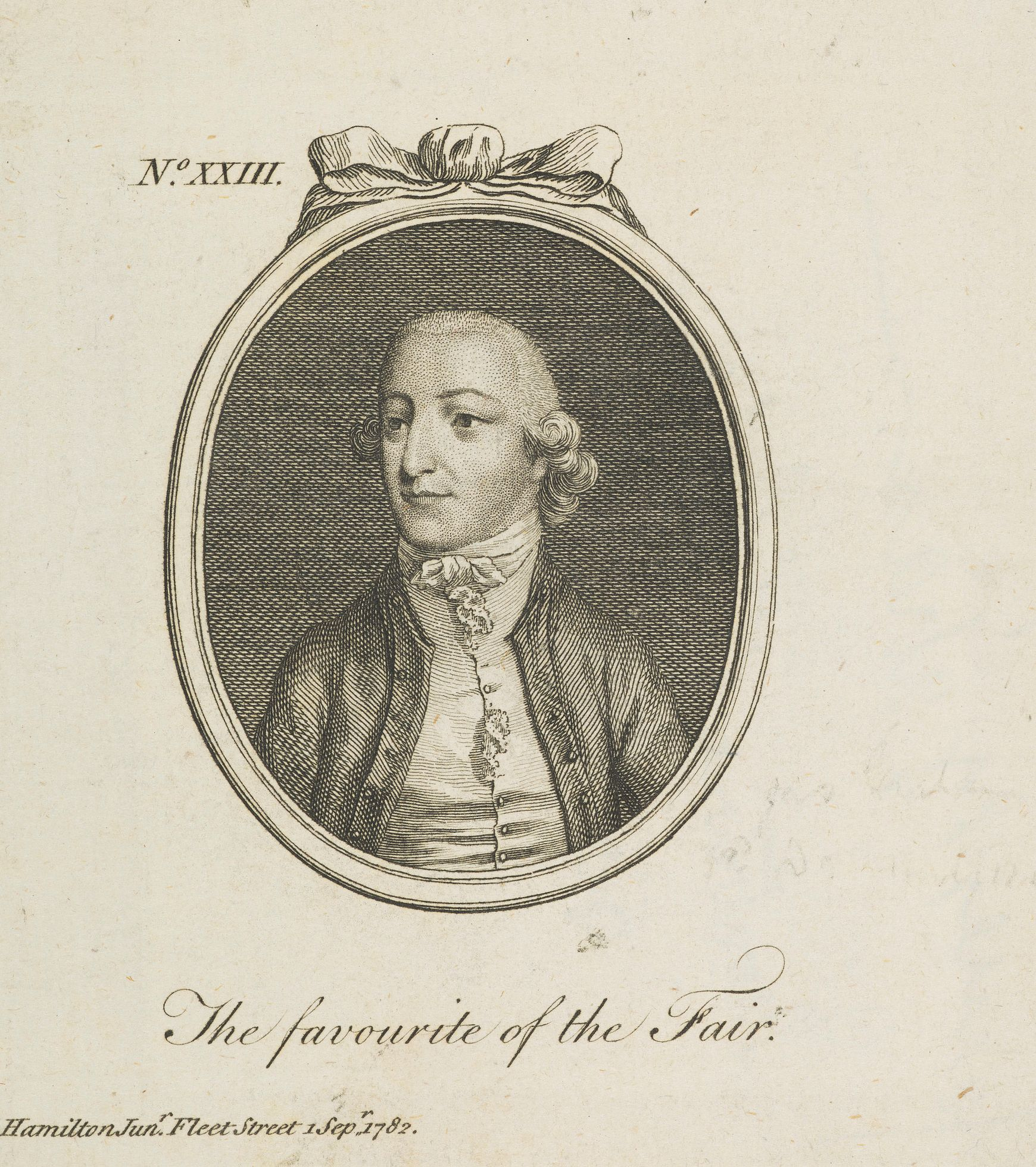
James Graham, 3.º Duque de Montrose

Montrose foi membro do Parlamento por Richmond de 1780 e por Great Bedwyn de 1784 a 1790, quando sucedeu seu pai no ducado. Segundo Robert Bain, a Escócia pode agradecer-lhe pela revogação, em 1782, da Lei do Vestido de 1746, que proibia o uso de tartãs. Ele serviu como Lorde do Tesouro de 1783 a 1789 e como co-Pagador das Forças de 1789 a 1791. Ele foi nomeado Conselheiro Privado e Vice-Presidente do Conselho de Comércio em 1789. Ele foi Mestre da Cavalaria de 1790 a 1795 e de 1807 a 1821, Comissário para a Índia de 1791 a 1803, Lorde Juiz Geral da Escócia de 1795 a 1836, Presidente do Conselho de Comércio de 1804 a 1806, Lorde Chamberlain de 1821 a 1827 e de 1828 a 1830.
Ele foi nomeado Coronel da Milícia de Fifeshire quando o regimento foi criado pela primeira vez em 1798, e recebeu a patente de Coronel Brevet no exército enquanto o regimento esteve ativo. Ele foi substituído por um oficial militar profissional quando o regimento foi reorganizado em 1802.
Ele foi nomeado Cavaleiro do Cardo em 1793, renunciando à Ordem quando foi nomeado Cavaleiro da Jarreteira em 1812. Ele foi chanceler da Universidade de Glasgow de 1780 a 1836, lorde-tenente de Huntingdonshire de 1790 a 1793, lorde-tenente de Stirlingshire de 1795 até sua morte e lorde-tenente de Dumbartonshire de 1813 até sua morte.
Graham foi um membro muito eficaz da Câmara dos Comuns, especialmente quando falava sobre tópicos escoceses.

## Família

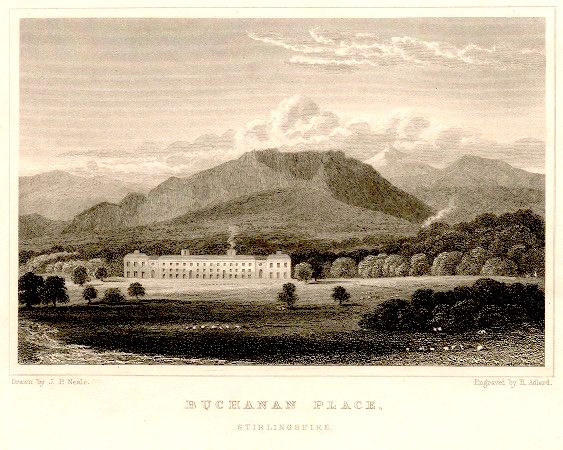
Buchanan Place, sede ancestral dos Duques de Montrose, incendiada na década de 1850, reconstruída como Castelo de Buchanan por William Burn.

Montrose casou-se duas vezes. Casou primeiro com Jemima Ashburnham, filha de John Ashburnham, 2.º Conde de Ashburnham, em 1785. A sua primeira esposa faleceu em setembro de 1786, aos 24 anos (após a morte do único filho, nascido a 4 de setembro de 1786, que faleceu na infância em abril de 1787).
Após a morte da primeira mulher, casou-se em segundas núpcias com Caroline Montagu, filha de George Montagu, 4.º Duque de Manchester, e de Elizabeth Montagu, Duquesa de Manchester, a 24 de julho de 1790. Eles tiveram sete filhos:
- Georgiana-Charlotte, nascida em 1791. Casou-se com George Finch-Hatton, 10.º Conde de Winchilsea;
- Caroline Graham, nascida em setembro de 1792;
- Lucy Graham, nascida em outubro de 1793. Casou-se com Edward Herbert, Visconde Clive (mais tarde 2.º Conde de Powis). Neto de Clive da Índia;
- James Graham, 4.º Duque de Montrose, nascido em 16 de julho de 1799;
- Martha Graham, morreu na infância;
- Emily Graham, nascida em 1805. Casou-se com Edward Thomas Foley, neto de Lord Foley;
- Montagu-William, nascido em fevereiro de 1807.[3][4]

## Morte
Montrose morreu em Grosvenor Square em dezembro de 1836, aos 81 anos, e foi sucedido no ducado por seu filho, James  A Duquesa de Montrose morreu em março de 1847, aos 76 anos.

## Sucessão

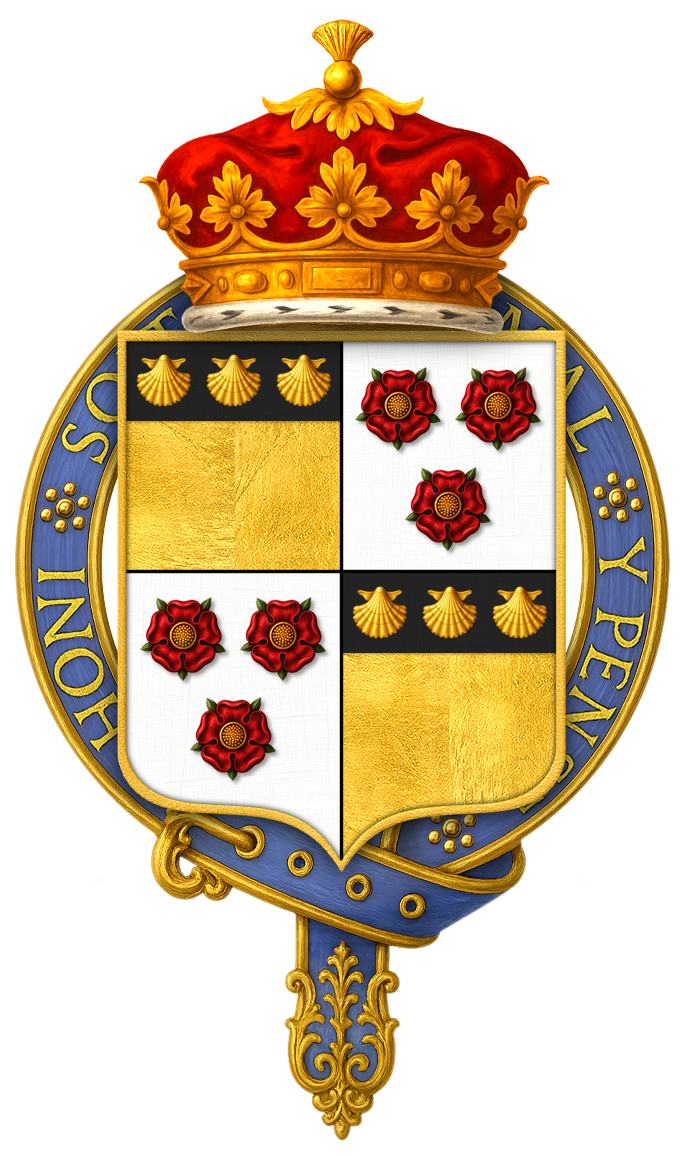
Escudo de armas de James Graham, 3.º Duque de Montrose.